# Las Plassas
Las Plassas (sardinski: Is Pràtzas) je grad i općina (comune) u pokrajini Južnoj Sardiniji u regiji Sardiniji, Italija. Nalazi se na nadmorskoj visini od 148 metara i ima 240 stanovnika.
 Prostire se na 11,04 km². Gustoća naseljenosti je 22 st/km².
Susjedne općine su: Barumini, Pauli Arbarei, Tuili, Villamar i Villanovafranca.